# فيلاتيرا
فيلاتيرا، (بالإنجليزية: Filattiera)‏، هي (بلدية) في مقاطعة ماسا كرارا، في توسكانا الإيطالية، وتقع على بعد حوالي 120 كيلومترا (75 ميل) شمال غرب فلورنسا، وحوالي 35 كيلومترا (22 ميل) شمال غرب ماسا.

## السكان
في سنة 1861 بلغ عدد السكان 3٬151 نسمة، وتطور العدد ليصل في سنة 2011 لـ 2٬361 نسمة.
يظهر هذا المخطط البياني تطور النمو السكاني لـ فيلاتيرا